# Ер, Орба, Ферон та Фергна
Ер, Орба, Ферон, Фергна – (ірл. - Ér, Orba, Ferón, Fergna) – легендарні верховні королі Ірландії, що правили сумісно. Час правління: 1269 до н. е. (згідно з «Історією Ірландії» Джеффрі Кітінга) [2] або 1681 р. до н. е. (відповідно до «Хроніки Чотирьох Майстрів») [3]. Сини Ебера Фінна – верховного короля Ірланддії, першого верховного короля з династії «Синів Міля», що був вбитий своїм братом Ерімоном під час боротьби за владу. Прийшли до влади в результаті вбивства під час битви під Ард Ладранн (ірл. - Árd Ladrann) попередніх королів Ірландії – Луїгне та Лаїгне (співправителів їх брата Муїмне, що помер від чуми). Правили Ірландією всього півроку, після чого були вбиті Іріелом Провидцем – сином Ерімона в битві під Кул Марха (ірл. - Cul Martha) – кровна помста за братів.  Ім’я Ферон означає «коваль», «плавильник», «знавець заліза».